# Kafkowska sytuacja
Kafkowska sytuacja (niem. kafkaesk „kafkowski”) – określenie, pochodzące od nazwiska pisarza Franza Kafki, opisujące uczucie mrocznej niepewności, zagadkowego i niesprecyzowanego zagrożenia, poczucia znajdowania się pod kontrolą bliżej nieokreślonej siły lub władzy.

## Opis
Przymiotnik „kafkowski” wywodzi się ze specyficznej atmosfery panującej w wielu dziełach Kafki, w których główni bohaterowie nierzadko odnajdują się w niejasnych i groźnych sytuacjach, charakteryzujących się zarówno czarnym humorem, jak i elementami tragicznymi.
W języku niemieckim przymiotnik ten bardzo często używany jest w artykułach prasowych przy charakteryzowaniu zdehumanizowanej biurokracji. Przymiotnik ten znajduje zastosowanie w sytuacjach niewiedzy i bezsilności ludzi wobec praw rządzących biurokracją. Szczególnie w dwóch powieściach Franza Kafki, Procesie i Zamku, daje się wyczuć atmosfera, która określana jest mianem „kafkowskiej”.
Nie jest to jednak jedyna możliwa interpretacja. Nauczyciel języka niemieckiego z Bonn, Detlef Wilske, w 2007 r.  poprosił gości na swojej stronie internetowej o zdefiniowanie słowa kafkaesk. Okazało się, iż każdy pojmuje ten przymiotnik inaczej – dla jednego oznaczał on zagmatwanie, dla drugiego syzyfowe poszukiwanie sensu własnej egzystencji, a dla jeszcze kogoś innego możliwość uczynienia tragedii ze zwyczajnej codziennej sytuacji.
W podobnym znaczeniu używany jest w języku czeskim rzeczownik kafkárna.
W języku polskim przymiotnik kafkaesk tłumaczony jest najczęściej jako „kafkowska sytuacja”, chociaż zakres znaczeniowy tego przymiotnika zostaje w ten sposób bardzo uszczuplony. Pierwszy raz polska definicja ukazała się w Słowniku wyrazów obcych i zwrotów obcojęzycznych z almanachem Władysława Kopalińskiego, w wydaniu z roku 1967.